# Bataille de Beaugency (1870)
Guerre franco-allemande de 1870
La bataille de Beaugency est une bataille de la guerre franco-prussienne disputée entre le groupe d'armées du grand-duc de Mecklembourg et l'armée française de la Loire du 8 au 10 décembre 1870.
La bataille qui se déroule sur la rive droite de la Loire, au nord-ouest de la ville de Beaugency (Loiret), est remportée par les Prussiens.
En raison de la vaste zone sur laquelle elle s'est déroulée, elle est également connue sous le nom de bataille de Beaugency-Cravant ou de bataille de Villorceau-Josnes.

## Contexte

### Séparation de l'Armée de la Loire à Orléans
L'armée de la Loire a été scindée à la suite de la retraite du général Louis d'Aurelle de Paladines après la bataille de Loigny. Le leader politique français Léon Gambetta, alors ministre de l'Intérieur congédia Aurelle et nomma deux généraux pour diriger des armées désormais divisées. Le général Antoine Chanzy commande les deux corps au nord de la Loire (XVI et XVII) tandis que le général Charles Denis Bourbaki commande au sud du fleuve (XV, XVIII et XX corps).

### Beaugency jusqu'au 8 décembre
De son quartier général au château de Talcy, Chanzy regroupe trois divisions en positions défensives à Beaugency pour faire front avec la Loire sur son flanc droit et sa gauche dans la forêt de Marchenoir. La pluie et la neige incessantes associées à un moral au plus bas et à une désorganisation, rendent les autres stratégies possibles incertaines.

## Déroulement
Au cours des journées du 8 et du 9 décembre, de violents combats ont lieu entre les Allemands et les Français. Les deux camps se battent pour les positions clés des villages fortifiés de Cravant et Beumont. Les Français avaient la supériorité numérique (environ 100 000 hommes) et des tirs d'artillerie efficaces forcent les Allemands (Mecklembourg) à rompre le contact. Le froid, l'épuisement et les privations sévissent aussi bien chez les Allemands que chez les Français.
Moltke ordonne au Mecklembourg renforcé par le prince Frédéric-Charles de détruire les forces françaises sous Chanzy. Le seul espoir de Chanzy devient l'aide des 150 000 soldats de l'armée de Bourbaki au sud de la Loire. Bourbaki tente de convaincre ses troupes découragées d'agir, mais elles refusent son ordre. Après avoir visité Bourbaki, Gambetta déclare que c'était « le spectacle le plus triste qu'il ait jamais vu », l'armée était « en véritable dissolution ».

### 10 décembre
Chanzy doit rompre le contact et se retirer de la Loire vers le nord-ouest et Le Mans (Sarthe) une fois les renforts allemands arrivés.